# Russische Sommer-Meisterschaften im Skispringen 2020
Die russischen Sommer-Meisterschaften im Skispringen 2020 wurden vom 6. bis zum 12. Oktober in Krasnaja Poljana bei Sotschi auf der Schanzenanlage RusSki Gorki ausgetragen. Veranstalter war der russische Skiverband für Skispringen und die Nordische Kombination (FSJNCR). Als Wettkampfleiter fungierte Juri Kalinin, Technischer Delegierter war Ildar Garifullin. Aufgrund der COVID-19-Pandemie fehlten die männlichen Spitzensportler, darunter die Titelverteidiger der Herren Jewgeni Klimow und Roman Trofimow, obwohl sie zuvor ein Trainingslager vor Ort abgehalten hatten. Der Präsident des Skiverbandes Dmitri Dubrowski, der die Gesundheit und Sicherheit der Athleten als Priorität einordnete, freute sich über die sich daraus ergebende Chance für die jungen Athleten. Bei den Frauen war der Weltcup-Kader anwesend. Dennoch stellte der Gewinn des Meistertitels durch Irma Machinja eine Überraschung dar. Bei den Männern gewann der 25-jährige Alexander Baschenow den Wettbewerb von der Normalschanze und Ilmir Chasetdinow den Titel von der Großschanze.

## Austragungsort
| \| Sotschi \| |
| Sotschi       |

| Sotschi |

## Programm und Zeitplan
Das Programm der Meisterschaften umfasste insgesamt vier Wettbewerbe. Bei den Frauen gab es lediglich ein Einzelspringen von der Normalschanze, wohingegen die Männer einen Meister von der Normalschanze und der Großschanze kürten und zudem ein Teamspringen von der Großschanze abhielten. Darüber hinaus fanden im Rahmen der Meisterschaften Trainerseminare und -beratungen sowie nahezu täglich Jurysitzungen statt. Die frühe Bekanntgabe des Programms im September sowie die geringe Flexibilität wurden von der Sportjournalistin Anastassija Schuchowa kritisiert, da trotz des Fehlens der männlichen Spitzenathleten aus Infektionsschutzgründen und einer unter anderem damit verbundenen geringen Teilnehmerzahl ein sportlich irrelevanter Männer-Teamwettbewerb anstelle eines Mixed-Teamspringen durchgeführt wurde.
| Datum            | Uhrzeit      | Ereignis                     | Geschlecht      |
| ---------------- | ------------ | ---------------------------- | --------------- |
| Di., 6. Oktober  |              | Anreisetag                   |                 |
| Di., 6. Oktober  | 16:00        | Kommissionssitzung           |                 |
| Di., 6. Oktober  | 17:00        | Mannschaftsführersitzung     |                 |
| Di., 6. Oktober  | 19:00        | Erste Jury-Sitzung           |                 |
| Mi., 7. Oktober  | 10:00        | Offizielles Training K95     | Frauen          |
| Mi., 7. Oktober  | 11:30        | Offizielles Training K95     | Männer          |
| Mi., 7. Oktober  | 20:00        | Sitzung des Föderationsrates |                 |
| Do., 8. Oktober  | 10:00        | Einzelspringen K95           | Frauen          |
| Do., 8. Oktober  | 11:30        | Einzelspringen K95           | Männer          |
| Do., 8. Oktober  | anschließend | Siegerehrung                 | Frauen & Männer |
| Fr., 9. Oktober  | 10:00        | Offizielles Training K125    | Männer          |
| Sa., 10. Oktober | 10:00        | Einzelspringen K125          | Männer          |
| Sa., 10. Oktober | anschließend | Siegerehrung                 | Männer          |
| So., 11. Oktober | 10:00        | Teamspringen K125            | Männer          |
| So., 11. Oktober | anschließend | Siegerehrung                 | Männer          |
| Mo., 12. Oktober |              | Abreisetag                   |                 |

## Ergebnisse

### Frauen
Der Einzelwettkampf der Frauen fand als erster Wettbewerb der Meisterschaften am 8. Oktober von der Normalschanze statt. Ihren ersten Meistertitel holte Irma Machinja aus der Gastgeberregion Krasnodar. Im ersten Durchgang sprang sie als einzige Athletin auf die Konstruktionspunktweite von 95 Metern und lag damit bereits deutlich in Führung. Auf dem zweiten Platz reihte sich Sofija Tichonowa ein, die im Finaldurchgang die beste Leistung zeigte. Es waren 22 Athletinnen am Start. Eine von ihnen wurde disqualifiziert.
| Platz | Name                  | Föderationssubjekt | Weite 1 | Weite 2 | Punkte |
| ----- | --------------------- | ------------------ | ------- | ------- | ------ |
| 01.   | Irma Machinja         | Region Krasnodar   | 095,0   | 090,5   | 204,8  |
| 02.   | Sofija Tichonowa      | Sankt Petersburg   | 089,0   | 092,0   | 196,3  |
| 03.   | Irina Awwakumowa      | Oblast Moskau      | 086,5   | 085,0   | 177,3  |
| 04.   | Anna Schpynjowa       | Sankt Petersburg   | 087,0   | 084,0   | 176,6  |
| 05.   | Xenija Kablukowa      | Oblast Moskau      | 082,5   | 082,0   | 160,8  |
| 06.   | Kristina Prokopjewa   | Oblast Swerdlowsk  | 085,0   | 080,5   | 159,0  |
| 07.   | Anastassija Subbotina | Sankt Petersburg   | 081,5   | 078,5   | 143,3  |
| 08.   | Alexandra Baranzewa   | Oblast Moskau      | 083,5   | 073,0   | 140,1  |
| 09.   | Alina Borodina        | Oblast Swerdlowsk  | 078,5   | 077,5   | 137,6  |
| 10.   | Anna Schukowa         | Oblast Moskau      | 079,5   | 072,5   | 131,0  |

### Männer

#### Normalschanze
Der Einzelwettkampf von der Normalschanze fand am 8. Oktober statt. Es übersprang keiner der Athleten die K-Punkt-Weite. Der nächstgelegene Sprung auf 93,5 Meter war von Alexander Loginow, der jedoch disqualifiziert wurde. Seinen ersten Meistertitel gewann Alexander Baschenow. Es nahmen 38 Athleten, von denen drei disqualifiziert wurden, teil.
| Platz | Name                | Föderationssubjekt | Weite 1 | Weite 2 | Punkte |
| ----- | ------------------- | ------------------ | ------- | ------- | ------ |
| 01.   | Alexander Baschenow | Oblast Sachalin    | 092,5   | 092,0   | 206,0  |
| 02.   | Wladislaw Mustafin  | Region Perm        | 091,5   | 091,5   | 200,8  |
| 03.   | Ilmir Chasetdinow   | Oblast Moskau      | 089,0   | 092,5   | 199,8  |
| 04.   | Michail Purtow      | Oblast Swerdlowsk  | 088,0   | 090,0   | 191,3  |
| 05.   | Oleg Pawlenko       | Region Perm        | 090,0   | 087,0   | 187,7  |
| 06.   | Emil Kalimullin     | Republik Tatarstan | 088,5   | 088,0   | 185,4  |
| 07.   | Witali Iwanow       | Republik Karelien  | 087,0   | 085,5   | 181,8  |
| 08.   | Konstantin Iswolski | Oblast Moskau      | 092,0   | 086,0   | 181,0  |
| 09.   | Mars Sadrejew       | Republik Tatarstan | 086,0   | 086,0   | 176,6  |
| 10.   | Maxim Duka          | Oblast Magadan     | 085,0   | 086,0   | 176,2  |

#### Großschanze
Der Einzelwettkampf von der Großschanze fand am 10. Oktober statt. Seinen dritten Meistertitel im Einzel gewann Ilmir Chasetdinow. Der Nordische Kombinierer Witali Iwanow wurde Zweiter. Der Meister von der Normalschanze Alexander Baschenow belegte nach einem Sturz im ersten Durchgang noch den zehnten Rang. Es nahmen 38 Athleten am Wettbewerb teil.
| Platz | Name                | Föderationssubjekt | Weite 1 | Weite 2 | Punkte |
| ----- | ------------------- | ------------------ | ------- | ------- | ------ |
| 01.   | Ilmir Chasetdinow   | Oblast Moskau      | 129,0   | 124,0   | 229,5  |
| 02.   | Witali Iwanow       | Republik Karelien  | 123,5   | 126,5   | 215,7  |
| 03.   | Nikita Loboda       | Oblast Sachalin    | 125,5   | 121,0   | 214,4  |
| 04.   | Alexander Loginow   | Republik Tatarstan | 127,5   | 122,0   | 212,2  |
| 05.   | Michail Purtow      | Oblast Swerdlowsk  | 122,0   | 124,5   | 208,8  |
| 06.   | Oleg Pawlenko       | Region Perm        | 123,0   | 122,5   | 206,5  |
| 07.   | Maxim Altschikow    | Oblast Moskau      | 122,0   | 125,5   | 201,4  |
| 08.   | Maxim Duka          | Oblast Magadan     | 123,0   | 118,5   | 200,4  |
| 09.   | Wladislaw Mustafin  | Region Perm        | 124,5   | 117,0   | 197,5  |
| 10.   | Alexander Baschenow | Oblast Sachalin    | 124,5   | 125,5   | 191,7  |

#### Team
Das Teamspringen fand zum Abschluss der Meisterschaften am 11. Oktober von der Großschanze statt. Es nahmen acht Teams aus acht Föderationssubjekten teil, wo bei der Oblast Magadan und die Region Krasnodar mit nur drei Athleten an den Start gingen und somit chancenlos waren. Es gewann das Team aus dem Oblast Moskau.
| Platz | Team               | Namen                                                                                | Weite 1                 | Weite 2                 | Punkte |
| ----- | ------------------ | ------------------------------------------------------------------------------------ | ----------------------- | ----------------------- | ------ |
| 01.   | Oblast Moskau      | Konstantin Iswolski Nikolai Matawin Maxim Altschikow Ilmir Chasetdinow               | 120,0 124,5 123,0 126,5 | 122,5 125,5 121,5 128,0 | 790,9  |
| 02.   | Region Perm        | Fjodor Nowikow Konstantin Nikolajew Wladislaw Mustafin Oleg Pawlenko                 | 117,5 111,5 129,0 121,5 | 118,5 128,5 121,5 117,5 | 741,1  |
| 03.   | Republik Tatarstan | Ruslan Achmjetschin Mars Sadrejew Emil Kalimullin Alexander Loginow                  | 113,5 114,5 123,0 124,5 | 113,0 116,0 129,5 125,5 | 725,2  |
| 04.   | Sankt Petersburg   | Artjom Bogdanowitsch Daniil Schtschogolew Alexander Martschukow Wladislaw Bojarinzew | 104,0 117,5 122,0 117,5 | 108,0 125,5 121,0 120,0 | 672,4  |
| 05.   | Oblast Swerdlowsk  | Leonid Tschernuschewitsch Bogdan Michailez Dmitri Chodykin Michail Purtow            | 088,0 119,5 123,5 125,5 | 107,0 124,5 120,0 125,0 | 669,8  |

## Medaillenspiegel
| Platz | Föderationssubjekt |   |   |   |    |
| ----- | ------------------ | - | - | - | -- |
| 1     | Oblast Moskau      | 2 | 0 | 2 | 4  |
| 2     | Oblast Sachalin    | 1 | 0 | 1 | 2  |
| 3     | Region Krasnodar   | 1 | 0 | 0 | 1  |
| 4     | Region Perm        | 0 | 2 | 0 | 2  |
| 5     | Sankt Petersburg   | 0 | 1 | 0 | 1  |
|       | Republik Karelien  | 0 | 1 | 0 | 1  |
| 7     | Republik Tatarstan | 0 | 0 | 1 | 1  |
| Total | Total              | 4 | 4 | 4 | 12 |